# Chiavenna
Chiavenna is een stadje in de Noord-Italiaanse provincie Sondrio (Lombardije). Het is een belangrijk verkeersknooppunt. In de plaats komen de wegen naar de Splügenpas (Val San Giacomo) en Malojapas (Val Bregaglia) samen. Dwars door Chiavenna stroomt door een kloof de rivier de Mera. Het middeleeuwse centrum is goed bewaard gebleven.
Ten noordoosten van de stad liggen in het Val Bregaglia de watervallen Cascate dell'Acqua Fraggia.

## Geboren
- Arturo Merzario (1943), autocoureur
- Nicola Pasini (1991), voetballer

## Foto's

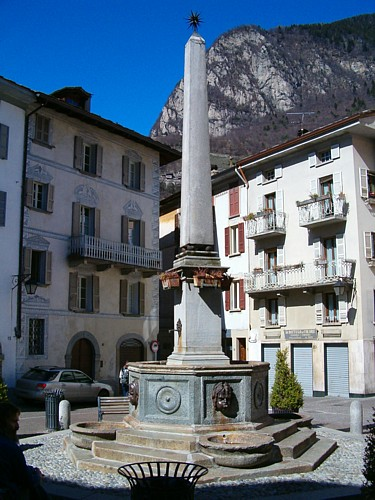
Piazza Pestalozzi
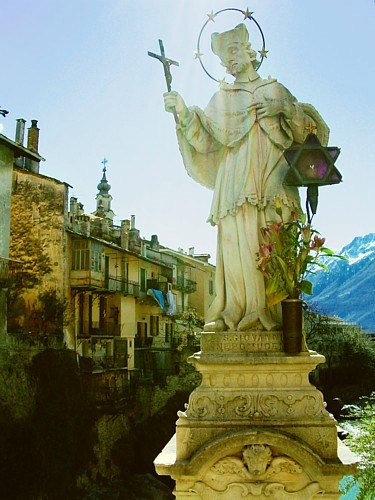
Brug over de Mera
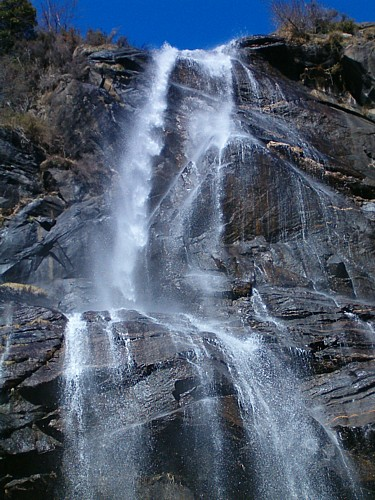
Watervallen